# Lotus arinagensis
Lotus arinagensis är en ärtväxtart som beskrevs av David Bramwell. Lotus arinagensis ingår i släktet käringtänder, och familjen ärtväxter. Inga underarter finns listade i Catalogue of Life.